# Semi di stelle
Semi di stelle è un'antologia di racconti fantascientifici di Theodore Sturgeon pubblicata in Italia il 25 marzo 1988 nella collana Urania (n. 1071).

## Racconti
- L'isola degli incubi (Nightmare Island, 1941)
- Le parole dei morti (What Dead Men Tell, 1949)
- Modo di pensare (A Way of Thinking, 1953)
- L'educazione di Drusilla Strange (The Education of Drusilla Strange, 1954)
- Quasi le tenebre (So Near the Darkness, 1955)
- Ultime notizie (And Now the News..., 1956)